# قائمة مؤلفات مصطفى محمود
قائمة مؤلفات وكتب الاستاذ مصطفى محمود (27 ديسمبر 1921 - 31 أكتوبر 2009) التي بلغت أكثر من 80 كتابًا، تباينت في مواضيعها ما بين الكتب العلمية والدينية والفلسفية والاجتماعية والسياسية، بالإضافة إلى القصص القصيرة والروايات والمسرحيات والتأليف في أدب الرحلات.
في بدايته كتب المقالات في الصحف المصرية، ونشر أولى قصصه «القطة الصغيرة» في مجلة الرسالة سنة 1947، وكتب مقالاتهِ في مجلة روز اليوسف عندما كان طالبًا، ثم عمل محررًا في جريدة «النداء»، وفي سنة 1948 نشر كامل الشناوي أولى أعماله في مجلة آخر ساعة، وانضم إلى مجلة التحرير في سنة 1952، واستقال من مهنة الطب في سنة 1960، وظل يكتب عموده في روز اليوسف «اعترافات عشاق»، والذي جُمع في كتاب سنة 1969، وفي ذات الوقت كان يكتب في مجلة صباح الخير عمود «اعترفوا لي». مرت كتابات الاستاذ مصطفى محمود بمرحلتين، الفترة الأولى بين 1950 و1970، ويغلب عليها الطابع الأدبي والفلسفي، ثم المرحلة الثانية بعد سنة 1970 حيث اتجه إلى الكتابة في الفكر الإسلامي، ومواضيع الإسلام السياسي وانتقاد الماركسية والشيوعية والاشتراكية، وكذلك انتقاد التوراة والبهائية، والكتابة عن رحلته للبحث في الأديان التي صاغها في كتبه: حوار مع صديقي الملحد ورحلتي من الشك إلى الإيمان ولغز الحياة ولغز الموت.
حازت كتبه على عدة جوائز، فحصل على جائزة الدولة التشجيعية سنة 1970 في الأدب عن رواية رجل تحت الصفر، وعلى جائزة الدولة التشجيعية سنة 1975 في أدب الرحلات عن كتاب مغامرة في الصحراء، كما حصل على جائزة الدولة التقديرية في الأدب سنة 1995.
تعرضت بعض كتبه لانتقادات، حيث لاقى في بداية مسيرته عن كتابه الله والإنسان سنة 1956 هجومًا واسعًا وصودر الكتاب وقدم بعدها للمحاكمة، وقد اكتفت لجنة المحاكمة وقتها بمصادرة الكتاب، ثم رُفع الحظر عن الكتاب في عهد محمد أنور السادات، ثم تراجع مصطفى محمود عن بعض الأفكار التي طرحها في الكتاب واستبدله بكتاب حوار مع صديقي الملحد، وكذلك لاقى كتاب القرآن: محاولة لفهم عصري انتقادات واسعة، وهدأت الانتقادات بعدها فترة طويلة حتى صدور كتاب «الشفاعة» سنة 2000، فصدر 14 كتابًا للرد على هذا الكتاب منها كتاب محمد فؤاد شاكر أستاذ الشريعة الإسلامية. كما يرى البعض أنه غير متخصص في مجالات علوم الدين والفلسفة التي يؤلف فيها.

## كتب فكرية ودراسات
| #  | اسم الكتاب                       | سنة الإصدار | نبذة عن الكتاب |
| -- | -------------------------------- | ----------- | --- |
| 1  | لغز الموت                        | 1959        | دراسة فلسفية عن الموت. |
| 2  | الأحلام                          | 1961        | يتحدث عن الأحلام وفلسفتها وبعض نظريات علم النفس الخاصة بها. |
| 3  | أينشتاين والنسبية                | 1961        | يحاول تبسيط وشرح نظرية النسبية لألبرت أينشتاين، ويتأمل في فلسفتها.:68 |
| 4  | لغز الحياة                       | 1967        | دراسة فلسفية عن الحياة وهدفها ونشأتها ومناقشة وانتقاد بعض النظريات مثل نظرية التطور ونظريات فرويد غيرها. |
| 5  | القرآن: محاولة لفهم عصري         | 1969        | يتحدث في مواضيع كالجنّة والنار والقدر والتسيير والتخيير، انتقدت الكتاب عائشة عبد الرحمن المعروفة ببنت الشاطئ في مقالاتها بجريدة الأهرام. وأصدر محمود محمد طه كتابًا في العام نفسه عنوانه "القرآن ومصطفى محمود والفهم العصري" في الرد عليه. |
| 6  | رحلتي من الشك إلى الإيمان        | 1970        | كتاب فكري يعرض فيه العديد من المواضيع والتساؤلات الفكرية والمتعلقة بخلق الإنسان، والجسد والعقل. ويتحدث الكتاب بشكل تفصيلي عن رحلته من الشك وصولاً إلى الإيمان. |
| 7  | الله                             | 1972        | يبدأ الحديث فيه عن الله في الإسلام ثم ينتقل إلى الحديث عن الله في الديانات القديمة، وعند أهل العلم والفكر، وعند الذين أنكروه. |
| 8  | التوراة                          | 1972        | دراسة نقدية مكتوبة بشكل أدبي، يستعرض فيه بعض الانتقادات والتناقضات للعهد القديم. |
| 9  | الماركسية والإسلام               | 1975        | يتحدث فيه عن رؤية للفكرة الماركسية بوجهة نظر إسلامية. من كتبه التي ينتقد فيها الماركيسية واليسار عمومًا. |
| 10 | محمد                             | 1975        | مختارات من السيرة النبوية مع بعض التحليلات يضعها تحت عنوان "محاولة لفهم السيرة النبوية". |
| 11 | السر الأعظم                      | 1975        | يتحدث فيه عن بعض الأفكار الصوفية الفلسفية. |
| 12 | الوجود والعدم                    | 1976        | يتحدث عن قدرة الخالق على كل شيء، وإرجاع كل شيء في الوجود إلى قدرته. |
| 13 | من أسرار القرآن                  | 1976        | بعض التأملات القرآنية مثل لماذا خلق الله الحشرة، والزمن في القرآن، والشريعة، والتوسل وغيرها. |
| 14 | لماذا رفضت الماركسية             | 1976        | كتيب لا يتعدى عدد صفحاته الـ 50 صفحة، عبارة عن مناظرة بينه وبين خالد محيي الدين، حيث ينتقد مصطفى محمود الماركسية بينما يدافع عنها محيي الدين. |
| 15 | عصر القرود                       | 1978        | يتحدث فيه عن الفرق بين الحب والشهوة. |
| 16 | القرآن كائن حي                   | 1978        | يتحدث فيه عن دور القرآن في أفعال ومعاملات الناس اليومية. |
| 17 | أكذوبة اليسار الإسلامي           | 1978        | ينتقد ما يُسمى بـ "اليسار الإسلامى"، حيث اعتبره محاولة فاشلة للتوفيق بين الماركسية والإسلام. |
| 18 | سقوط اليسار                      | 1978        | آخر الكتب التي ألفها في انتقاد اليسار والشيوعية. |
| 19 | أناشيد الإثم والبراءة            | 1978        | مواضيع حياتية مختلفة مثل الحب والخيانة والانتحار والحرية وبعض الابتهالات. |
| 20 | من أمريكا إلى الشاطئ الآخر       | 1982        | يتحدث في البداية عن التقدم التكنولوجي في الولايات المتحدة، ويذكر مجموعة من التواريخ المتتالية وكيف كانت الأحداث المسيطرة على الرأي العام الأمريكي، ثم ينتقل للحديث عن المسلمين في يوغوسلافيا ومطالبهم، ثم ينتقل للحديث عن بعض المظاهر في جزيرة رودس، ثم يتحدث عن الثورة الإيرانية وما يُسميه "ظاهرة الخميني"، ثم يضع فصلا في النهاية بعنوان "المشكلة والحل". |
| 21 | الإسلام: ما هو؟                  | 1984        | يتحدث عن علاقة المسلم بالدين، وتعريف الإسلام بتفاصيله ويركز على تأثير الصلاة وقراءة القرآن والخشوع وما إلى ذلك. |
| 22 | حقيقة البهائية                   | 1984        | ينتقد فيه البهائية بداية من قصتها وماهيتها ونشأتها حتى العقائد. |
| 23 | أيها السادة اخلعوا الأقنعة       | 1984        | كتاب سياسي، يتنقد فيه التيارات السياسية والمظاهرات والاحتجاجات، ويرى أن بعض منظميها هدفهم زعزعة الاستقرار أو المصالح الشخصية. |
| 24 | وبدأ العد التنازلي               | 1985        | يدور حول "مؤامرات اليهود" على مر التاريخ وانتقاد التوجه الشيوعي والماركسي والحضارة المادية، ويختم الكتاب بفصل "الوصايا العشر لكل حاكم". |
| 25 | السؤال الحائر                    | 1989        | يطرح فيه بعض التسأولات ويذكر رأيه فيها، مثل موضوع الفن حلال أم حرام، وإلى أين نسير، ومن هو بوذا، وماذا بعد الموت. |
| 26 | قراءة للمستقبل                   | 1990        | يتحدث فيه عن رؤيته وتوقعاته للمستقبل السياسي في مصر، وتوقعاته لمستقبل الإسلام السياسي والعلمانية، كما هاجم في هذا الكتاب الاشتراكية بشكل كبير. |
| 27 | ألعاب السيرك السياسي             | 1991        | يصف السياسة بسيرك يحدث به ألاعيب وخداع، ويضرب مثالًا على حرب الخليج. |
| 28 | الإسلام السياسي والمعركة القادمة | 1992        | يتحدث فيه عن قوى الإسلام السياسي وكيفية صناعة رأي عام قوي ومؤثر. |
| 29 | رأيت الله                        | 1992        | يتحدث فيه عن أحد شيوخ الصوفية وهو محمد بن عبد الجبار بن الحسن النفري، جمع فيه بعض أقواله وعلق عليها. |
| 30 | المؤامرة الكبرى                  | 1993        | من كتب مصطفى محمود التي تتحدث عن إسرائيل ومُخططاتها وعلاقتها بالولايات المتحدة. |
| 31 | الإسلام في خندق                  | 1994        | وأحيانًا يُسمى "الحب القديم"، يقول فيه أن: «الدين في حقيقته هو الحب القديم الذي جئنا به إلى الدنيا والحنين الدائم الذي يملأ شغاف قلوبنا إلى الوطن الأصل الذي جئنا منه (الجنة)». |
| 32 | الطريق إلى جهنم                  | 1994        | يتحدث عن الصراع العربي الإسرائيلي وتحالف الولايات المتحدة مع إسرائيل، ويقول فيه: "أن التقدم العسكري لأمريكا في السلاح الحربي إذا لم يقابله ثورة علمية في الدول العربية سيكون كارثة". |
| 33 | الغد المشتعل                     | 1995        | يتحدث عن إسرائيل وعلاقتها بالولايات المتحدة الأمريكية. |
| 34 | عظماء الدنيا وعظماء الآخرة       | 1996        | يذكر فيه أن مقاييس عظمة الدنيا مختلفة عن مقاييس عظمة الآخرة، فعظمة الدنيا تتمثل في مجموعة مظاهر مثل الشهرة والمجد والجاه والمال، أما عظماء الآخرة فلهم طريق مختلف. |
| 35 | على حافة الانتحار                | 1996        | تحدث عن إسرائيل وتواجدها في المنطقة العربية، واستنكر "السلام الدائم" مع بلد معادي للإسلام والمسلمين، واعتبرها مجرد شعارات وهمية لا يوجد لها أساس من المصداقية، وأن العداء في الثقافة والاقتصاد والفكر أكثر من العداء العسكري. |
| 36 | إسرائيل البداية والنهاية         | 1997        | يتحدث عن إسرائيل ومخططاتها وعلاقتها بالعرب وبأمريكا، وبعض التحذيرات والتحليلات. |
| 37 | علم نفس قرآني جديد               | 1998        | يتحدث عن ما يُسميه "علم النفس القرآني" أو علاج القرآن لأمراض القلوب والنفس. |
| 38 | كلمة السر                        | 1998        | يتحدث عن سبب الشقاء والمعاناة وفساد المجتمع. |
| 39 | ماذا وراء بوابة الموت            | 1999        | يتحدث عن بعض الأسئلة المتعلقة بماذا بعد الموت، وما هو عذاب القبر، وهل الإنسان مخير أم مسير، وما هي حقيقة النفس الإنسانية. |
| 40 | الشفاعة                          | 2000        | لاقى الكتاب انتقادات واسعة، لتشكيك الكتاب في الأحاديث النبوية التي تتحدث عن شفاعة النبي في يوم القيامة، وصدر 14 كتابًا للرد عليه هذا الكتاب منها كتاب محمد فؤاد شاكر أستاذ الشريعة الإسلامية. |
| 41 | على خط النار                     | 2001        | من كتب مصطفى محمود التي تتحدث عن إسرائيل ومُخططاتها. |
| 42 | إسرائيل النازية ولغة المحرقة     | 2001        | يتحدث عن أعمال إسرائيل العدائية تجاه الفلسطينيين، حيث يصفها بالنازية وأنها تنتهج سياسة المحرقة أو الهولوكوست. |
| 43 | تأملات في دنيا الله              | 2002        | يستعرض تأملاته في المخلوقات والنظريات والقضايا المختلفة. |
| 44 | على حافة الزلزال                 | 2002        | يتحدث عن أحداث 11 سبتمبر 2001 وتنظيم القاعدة ومخططات الولايات المتحدة من وجهة نظره الخاصة. |

## المقالات
| #  | اسم الكتاب           | سنة الإصدار | نبذة عن الكتاب |
| -- | -------------------- | ----------- | --- |
| 1  | الله والإنسان        | 1956        | من أوائل كتب مصطفى محمود، يضم مجموعة مقالات للكاتب المصري مصطفى محمود نشرت من قبل دار المعارف في عام 1956، لاقى الكتاب هجومًا واسعًا، واتُهم مصطفى محمود بالإلحاد بسببه، وتمت مصادرته وتقديمه بعدها للمحاكمة، وقد اكتفت لجنة المحاكمة وقتها بمصادرة الكتاب، ثم رُفع الحظر عن الكتاب في عهد محمد أنور السادات. تراجع مصطفى محمود عن بعض الأفكار التي طرحها في الكتاب فيما بعد، وذكر ذلك في كتابه رحلتي من الشك إلى الإيمان. وذُكِرَ أنه استبدله بحوار مع صديقي الملحد. |
| 2  | إبليس                | 1958        | مجموعة مقالات، من أوائل كتب مصطفى محمود. |
| 3  | في الحب والحياة      | 1966        | يتحدث عن نظرته الخاصة للحب بأشكاله. |
| 4  | يوميات نص الليل      | 1966        | مقالات تتحدث في مواضيع مختلفة بنظرة فلسفية من تأمُلات في الحياة والإنسان والطبيعة وأحوال المجتمع وغيرها. |
| 5  | الروح والجسد         | 1973        | تناول فيه علاقة الروح بالجسد، حيث يرى أن الروح تنصاع إلى رغبات الجسد، وأن أصحابها يتمسكون بالماديات وينسون أن الحياة فانية، كما يتحدث عما يتعلق بالإنسان والروحانيات. |
| 6  | حوار مع صديقي الملحد | 1974        | يصف محاورة فكرية بينه وصديق خيالي ملحد، ويطرح الأسئلة الإلحادية المعروفة ويرد عليها. ذكر مصطفى محمود أنه نشره بديلًا عن كتاب الله والإنسان بعد أن قام بتغيير بعض أفكاره.:169 |
| 7  | نار تحت الرماد       | 1979        | يناقش عدة قضايا من وجة نظره الخاصة، ويناقش الشيوعية والماركسية، كما يناقش مسألة اليقين في الإيمان لا مجرد الإيمان الشكلي. |
| 8  | هل هو عصر الجنون؟    | 1982        | يحتوي الكتاب على مجموعة من المقالات يتسائل فيها عن مخرجات العصر الحديث. |
| 9  | الشيطان يحكم         | 1986        | يناقش فيه الكاتب بعضًا من الظواهر الشائعة سواء الاجتماعية أو الثقافية التي تحمل في طياتها بذور الفساد. |
| 10 | عالم الأسرار         | 1992        | يضم مقالات دينية وسياسية وعلمية متنوعة. |
| 11 | سواح في دنيا الله    | 2000        | مجموعة مقالات متنوعة. |

## القصص القصيرة
| # | اسم الكتاب             | سنة الإصدار | نبذة عن الكتاب |
| - | ---------------------- | ----------- | --- |
| 1 | أكل عيش                | 1954        | مجموعة قصصية مكونة من 7 قصص قصيرة: سفريات، اللي يكسب، صانعو الأفراح، حلاوة السكر، انفعال، روبابيكيا، أم سيد. |
| 2 | عنبر 7                 | 1957        | مجموعة قصصية مكونة من 12 قصة قصيرة هي: الوقت رخيص، عنبر 7، القطار، لا أحد، الشاطر، صاحب الجلالة، جرسون، دقة قديمة، الماء والزيت، أنا، منتهى النجاح، كوكو.                                                                                         |
| 3 | شلة الأنس              | 1964        | مجموعة قصصية مكونة من 10 قصص قصيرة هي: البطل، شلة الأنس، مدام س، دواء منوم، ساندوتش مخ، المظاهر، مسألة كرامة، مليمتر، خانكة، اللص. |
| 4 | رائحة الدم             | 1966        | مجموعة قصصية مكونة من 10 قصص قصيرة هي: الحصان، الشيء المجهول، أنشودة الدم، رعشة، حياة العازب، الراهبة والميكروسكوب، السجين، مادة الأحلام، رسالة من الجحيم، دروس في الخشونة.                                                                       |
| 5 | الطوفان                | 1976        | مجموعة قصصية مكونة من 3 مسرحيات من فصل واحد و 5 قصص قصيرة هم: الطوفان، سكر وليمون، الوهم والحقيقة، أنشودة الدم، الكنز، أفيش مئير، الرجل الذي تحول إلى ضوضاء، السارق.                                                                              |
| 6 | نقطة الغليان           | 1977        | مجموعة قصصية مكونة من 14 قصة قصيرة هي: أغلى شيء، العزيز الذي لا يُنال، الرجل الذي عرف ربه، تحولات الليل والنهار، الزهور البلاستيك، الرصاصة، حكاية الدكتور إسكندر، الحب والموت، المبروك، ملاطفة، شكرًا لقد أديت وظيفتك، ذرة يورانيوم، الخروج، مخالي. |
| 7 | المسيخ الدجال          | 1979        | مجموعة قصصية مكونة من 10 قصص قصيرة هم: المسيخ الدجال، لقاء مع الشيطان، زهرة الرند، صياد الحقائق، البنك المركزي، تبسيط المسائل، الفستان، البحث عن زوجة، توبة، صاحب الجلالة الموت.                                                                  |
| 8 | الذين ضحكوا حتى البكاء | 1997        | مجموعة قصصية مكونة من 9 قصص قصيرة هي: قتيل بدون قاتل، أعمال صالحة جدًا، نهاية الشيخ، حكاية مدير البنك، قبر الإسكندر، الجراح الخفي، مات وهو يضحك، حكاية طفل أنابيب، الثلاثة.                                                                        |

## الروايات
| # | اسم الكتاب        | سنة الإصدار | نبذة |
| - | ----------------- | ----------- | --- |
| 1 | المستحيل          | 1960        | أولى رواياته، تتحدث عن مشاكل اجتماعية، حُولت إلى فيلم سينيمائي بنفس العنوان "المستحيل" عام 1965.                                          |
| 2 | الأفيون           | 1964        | رواية يتحدث فيها عن بعض المظاهر مثل الخرافات والتعاويذ وبعض أعمال الدجل، والتي يُسميها بـ"الأفيون".                                       |
| 3 | العنكبوت          | 1965        | رواية خيال علمي، تحولت إلى مسلسل يحمل نفس الاسم "العنكبوت".                                                                              |
| 4 | الخروج من التابوت | 1965        | تحكي حقبة في تاريخ الهند، وتعرض القصة لأحد "المشعوذين"، الخارقين للعادة، بحسب ما يحكي أحد علماء الآثار المصريين، والذي يمثل بطل الرواية. |
| 5 | رجل تحت الصفر     | 1966        | رواية خيال علمي، حصل على جائزة الدولة التشجيعية في الأدب سنة 1970.                                                                       |

## المسرحيات
| # | اسم الكتاب            | سنة الإصدار | نبذة عن الكتاب |
| - | --------------------- | ----------- | --- |
| 1 | الإسكندر الأكبر       | 1963        | مسرحية من أربع فصول تحكي حياة الإسكندر الأكبر من وجهة نظر الكاتب، حيث يرى الكاتب أن نهايته كانت بسبب غروره وأطماعه، وذكر مصطفى محمود فيما بعد أنه كتبها إسقاطًا على نظام جمال عبد الناصر.:68 مُثلت المسرحية على المسرح الروماني من إخراج حسين جمعة وبطولة كرم مطاوع. |
| 2 | الزلزال               | 1963        | مسرحية كتبها بعد قرار منعه من الصحافة، وذكر مصطفى محمود فيما بعد أنه كتبها لانتقاد نظام جمال عبد الناصر.:68 |
| 3 | الإنسان والظل         | 1964        | مسرحية تدور عن رجل قانون ظالم وصراعه النفسي، ذكر مصطفى محمود فيما بعد أنه كتبها لانتقاد نظام جمال عبد الناصر.:68 |
| 4 | الشيطان يسكن في بيتنا | 1973        | مسرحية مكونة من ثلاثة فصول، عن شيخ صوفي يلتقي بممثلة إغراء تدخل خيمته، مُثلت في مسارح القاهرة سنة 1977 من إخراج حسن عبد السلام. |
| 5 | مسرحية الزعيم أو غوما | 1973        | مسرحية من ثلاث فصول تتحدث عن البطل غوما المحمودي من عرب القبائل القاطنة بليبيا. |
| 6 | جهنم الصغرى           | 1982        | مسرحية من فصلين، عن مقاول مليونير، وبالرغم من غناه إلا أنه وأسرته يعيشون في مشاكل دائمة. |
| 7 | زيارة للجنة والنار    | 1996        | مسرحية خيالية، تتحدث عن رحلة ملك ظالم إلى جهنم في الحياة الأخرى. |

## أدب رحلات
| # | اسم الكتاب        | سنة الإصدار | نبذة عن الكتاب |
| - | ----------------- | ----------- | --- |
| 1 | الغابة            | 1963        | يتحدث عن رحلته في الغابات الاستوائية في جنوب السودان وكينيا وأوغندا وتنزانيا لمدة شهرين.                                                          |
| 2 | مغامرة في الصحراء | 1969        | يتحدث عن رحلة إلى واحة غدامس في ليبيا، ونظرة على سكانها من الطوارق والبربر وأهم عاداتهم، حصلت على جائزة الدولة التشجيعية في أدب الرحلات سنة 1975. |
| 3 | حكايات مسافر      | 1971        | يتحدث عن مجموعة أسفار إلى أوروبا بين عامي 1956 و 1968.                                                                                            |
| 4 | الطريق إلى الكعبة | 1971        | كتاب عن رحلته لأداء الحج. |

## مختارات رسائل قراء
| # | اسم الكتاب    | سنة الإصدار | نبذة                                                                                            |
| - | ------------- | ----------- | ----------------------------------------------------------------------------------------------- |
| 1 | اعترفوا لي    | 1959        | كان عمودًا صحفيًا مجلة صباح الخير بنفس العنوان "اعترفوا لي"، ثم طُبع في كتاب.                      |
| 2 | 55 مشكلة حب   | 1966        | يعرض فيه 55 مشكلة اختارها من رسائل القراء، أغلبها مشاكل أسرية، ويقدم بعض النصائح للرجل والمرأة. |
| 3 | اعترافات عشاق | 1969        | كان عمودًا صحفيًا مجلة روز اليوسف بنفس العنوان "اعترافات عشاق"، ثم طُبع في كتاب.                   |

## وصلات خارجية
- كتب مصطفى محمود، على موقع أبجد.
- الأعمال الكاملة لمصطفى محمود، مكتبة الحرية.